# Grote Prijs Dr. Eugeen Roggeman
Le Grote Prijs Dokter Eugeen Roggeman est une course cycliste disputée au mois de septembre à Stekene, dans la province de Flandre-Orientale. Créée en 1929, elle porte le nom du médecin Eugeen Roggeman (1883-1965), qui fut maire de Stekene pendant plus de 38 ans (de 1927 à 1965).
Cette kermesse professionnelle compte parmi ses lauréats des cyclistes réputés comme Romain Maes, Stan Ockers, Rik Van Looy ou Jan Janssen. En 2023, elle célèbre sa centième édition. 

## Palmarès
| Année    | Vainqueur               | Deuxième                   | Troisième                   |
| -------- | ----------------------- | -------------------------- | --------------------------- |
| 1929     | August Meuleman         | Kamiel De Graeve           | Albert Billiet              |
| 1930     | Frans Bonduel           | Jan Meeuwis                | Gerard Lambrechts           |
| 1931     | Godfried De Vocht       | Alfons Deloor              | Gustaaf Deloor              |
| 1932     | Alfred Hamerlinck       | Frans Bonduel              | Odiel Van Hevel             |
| 1933     | Romain Maes             | Leo De Ryck                | Sylvère Maes                |
| 1934     | Gustaaf Deloor          | Maurice Raes               | Constant Dyzers             |
| 1935     | Frans Van Hassel (nl)   | Michel D'Hooghe            | Karel Clapdorp              |
| 1936     | Theo Middelkamp         | Jérôme Dufromont           | Richard Noterman            |
| 1937     | Maurice Raes            | Frans Van Hassel (nl)      | Roger Vandendriessche       |
| 1938     | Louis Noens             | Alfons Deloor              | Frans Spiessens             |
| 1939     | Pas organisé            | Pas organisé               | Pas organisé                |
| 1940     | Robert Van Eenaeme      | Albert Bruylandt (nl)      | Sylvain Grysolle            |
| 1941     | Stan Ockers             | Lode Janssens (nl)         | Jan Van Steen               |
| 1942     | Julien Douws            | Aloïs Meerschaert          | Albert Bruylandt (nl)       |
| 1943     | Gustaaf Van Overloop    | Eugène Alpaerts            | Sidon De Busscher           |
| 1944     | Theo Middelkamp         |                            |                             |
| 1945 (1) | Theo Middelkamp         | Maurice Van Herzele (nl)   | Roger Gyselinck             |
| 1945 (2) | Joseph Moerenhout       | Georges Vandermeirsch (nl) | Emiel Faignaert             |
| 1946     | Lucien Mathys (nl)      | Roger De Corte             | André Pieters               |
| 1947     | Michel Hermie           | Constant Lauwers           | Gustaaf Van Overloop        |
| 1948     | Maurice Desimpelaere    |                            |                             |
| 1949     | Georges Desplenter      | Julien Van Dycke           | Maurice Blomme              |
| 1950 (1) | René Adriaenssens (nl)  | Jozef Van Staeyen          | Arsène Rijckaert            |
| 1950 (2) | Emiel Van der Veken     | André Maelbrancke          | Omer Braeckeveldt           |
| 1951     | Gerard Buyl (nl)        | Jozef Van Staeyen          | Louis Brusselmans           |
| 1952     | Henri Van Kerckhove     | Ernest Allemeersch         | Arsène Rijckaert            |
| 1953     | Karel De Baere          | Prosper Depredomme         | Aloïs Deloor                |
| 1954     | Jan Adriaensens         | Roger De Corte             | Marcel Goddaert             |
| 1955     | Roger De Corte          | Karel De Baere             | Eddy de Waal                |
| 1956     | Calixte Van Steenbrugge | Joseph Planckaert          | Jos De Beukelaere           |
| 1957     | Karel De Baere          | Michel Van Aerde           | Léon De Lathouwer           |
| 1958     | Rik Van Looy            | Roger Devoldere            | Marcel Buys                 |
| 1959     | Gentiel Saelens         | Oswald Declercq            | Daniel Doom                 |
| 1960     | Oswald Declercq         | Gilbert Saelens            | Willy Butzen                |
| 1961     | Émile Daems             | Roger De Coninck           | Arnould Flécy               |
| 1962     | Jos Wouters             | Etienne Vercauteren        | Lode Troonbeeckx            |
| 1963     | Jos Geurts              | Rik Luyten                 | Leon Van Daele              |
| 1964     | Frans Verbeeck          | Edward Sels                | Gustaaf De Smet             |
| 1965     | August Verhaegen (de)   | Raymond Vrancken (nl)      | Gustaaf De Smet             |
| 1966 (1) | Noël De Pauw            | Gerben Karstens            | Herman Vanspringel          |
| 1966 (2) | Jos van der Vleuten     | Theo Verschueren           | Victor Van Schil            |
| 1967 (1) | Edward Sels             | Jozef Boons                | Gilbert De Smet             |
| 1967 (2) | Noël De Pauw            | Jos van der Vleuten        | Frans Brands                |
| 1968 (1) | Albert Van Vlierberghe  | Jos Haeseldonckx           | Jozef Janssens              |
| 1968 (2) | Émile Bodart            | Jan Harings                | Albert Van Vlierberghe      |
| 1969 (1) | Roger Blockx            | René De Bie (nl)           | Richard Bukacki             |
| 1969 (2) | Jan Janssen             | Roger De Vlaeminck         | Richard Bukacki             |
| 1970 (1) | André Dierickx          | Eddy Peelman               | Christian Callens (nl)      |
| 1970 (2) | Jos van Beers           | Richard Bukacki            | Eddy Goossens               |
| 1971     | Willy Debosscher        | Harm Ottenbros             | Tony Daelemans              |
| 1972     | Etienne Antheunis (nl)  | Maryan Polansky            | Franky Ebo                  |
| 1973     | André Dierickx          | Ronny Van de Vijver        | Cees Bal                    |
| 1974     | Gerben Karstens         | Victor Van Schil           | Bernard Draux               |
| 1975     | Willem Peeters          | Bernard Bourguignon        | Jan Aling (nl)              |
| 1976     | Cees Bal                | Joseph Norguet (nl)        | Eddy Verstraeten            |
| 1977     | Willy Govaerts (de)     | Eddy Verstraeten           | Albert Van Vlierberghe      |
| 1978     | Daniel Willems          | Frank Hoste                | Piet van Katwijk            |
| 1979     | Ghislain Van Landeghem  | Rudy Hendrickx             | Willy Govaerts (de)         |
| 1980     | Herman Beysens          | François Caethoven (de)    | Alan van Heerden            |
| 1981     | Jos Gysemans            | Danny Nooytens             | Walter Schoonjans           |
| 1982     | Johnny De Nul (nl)      | Benjamin Vermeulen         | Mario van Vlimmeren (nl)    |
| 1983     | Jos Jacobs              | Roger De Vlaeminck         | Guido Van Calster           |
| 1984     | Frans Van Vlierberghe   | Theo de Rooij              | Jan Bogaert                 |
| 1985     | Roger Ilegems           | Johnny De Nul (nl)         | Dirk Heirweg                |
| 1986     | Roger De Cnijf          | Ludo Giesberts             | Roger Ilegems               |
| 1987     | Jerry Cooman            | Ludo Schurgers (nl)        | Chris Scharmin              |
| 1988     | Bruno Geuens (en)       | Filip Van Vooren           | Ronny Vlassaks (nl)         |
| 1989     | Kim Eriksen             | Roger Ilegems              | Rudy Van Gheluwe            |
| 1990     | Marc Sprangers          | Peter Van Impe             | Patrick Schoovaerts (nl)    |
| 1991     | Pierre Dewailly         | Peter Saey                 | Patrick Schoovaerts (nl)    |
| 1992     | Jan Bogaert             | Johan Melsen               | Mario De Clercq             |
| 1993     | Jean-Pierre Heynderickx | Greg Moens                 | Johnny Dauwe                |
| 1994     | Carlo Bomans            | Wim Feys                   | Willy Willems               |
| 1995     | Jean-Pierre Heynderickx | Danny Daelman              | Peter De Clercq             |
| 1996     | Peter Spaenhoven (nl)   | Danny Daelman              | Tim Lenaers                 |
| 1997     | Tim Lenaers             | Vadim Volar                | Danny Daelman               |
| 1998     | Etienne De Wilde        | Geert Verheyen             | Darius Strole               |
| 1999     | Wim Omloop              | Bart Heirewegh             | Berry Hoedemakers (nl)      |
| 2000     | Roger Hammond           | Ludovic Capelle            | Andy Cappelle               |
| 2001     | Erwin Thijs             | Geert Van Bondt            | Eric De Clercq              |
| 2002     | Danny Daelman           | Scott McGrory              | Mindaugas Goncaras          |
| 2003     | Mindaugas Goncaras      | Darius Strole              | Hamish Haynes               |
| 2004     | Koen Heremans           | Arno Wallaard              | Hilton Clarke               |
| 2005     | Kevin Van der Slagmolen | Roy Sentjens               | Mindaugas Goncaras          |
| 2006     | Roy Sentjens            | Aron Huysmans              | Paul Martens                |
| 2007     | Sébastien Six           | Jens Renders               | Kurt Van Landeghem          |
| 2008     | Steven Caethoven        | Iljo Keisse                | Steven Van Vooren           |
| 2009     | Huub Duyn               | Steven Caethoven           | Kristof Goddaert            |
| 2010     | Kenny Dehaes            | Rob Goris                  | Aidis Kruopis               |
| 2011     | Niko Eeckhout           | Tommy Nankervis            | Thomas Rabou                |
| 2012     | Kenny Dehaes            | Steven Caethoven           | Timothy Stevens             |
| 2013     | Matthew Brammeier       | Dennis Coenen              | Sander Cordeel              |
| 2014     | Joeri Stallaert         | Adrien Petit               | Filip Eidsheim              |
| 2015     | Herman Dahl             | Timothy Dupont             | Kenneth Vanbilsen           |
| 2016     | Taco van der Hoorn      | Timothy Dupont             | Kenneth Vanbilsen           |
| 2017     | Tom Van Asbroeck        | Stijn De Bock              | Rune Herregodts             |
| 2018     | Alberto Dainese         | Fridtjof Røinås            | Enzo Wouters                |
| 2019     | Stijn De Bock           | Leon Rohde                 | Fabio Van den Bossche       |
| 2020     | Annulé                  | Annulé                     | Annulé                      |
| 2021     | Timo de Jong            | Coen Vermeltfoort          | Matthew Van Schoor          |
| 2022     | Jack Rootkin-Gray       | Florian Vermeersch         | Rutger Wouters              |
| 2023     | Joshua Huppertz         | Finn Crockett              | Cedrik Bakke Christophersen |
| 2024     | Samuel Leroux           | Brady Gilmore              | Witse Meeussen              |